# Azur Air
Azur Air (in russo: Азур Эйр), precedentemente Katekavia e stilizzata come azurair, è una compagnia aerea charter ed ex compagnia aerea regionale russa.

## Storia

### Katekavia
La compagnia venne fondata nel 1992 come Katekavia e iniziò le operazioni nel 1995, operando voli regionali dall'aeroporto di Krasnoyarsk Cheremshanka e dall'aeroporto di Krasnoyarsk-Yemelyanovo. La compagnia aerea operava anche servizi charter in Siberia e Yakutia. Ha trasportato circa 122.000 passeggeri nel 2009 e nel 2010 ha iniziato ad acquistare aerei più grandi, principalmente il Tupolev Tu-134. Al 3 aprile 2014, aveva tre Tupolev Tu-134.
Nell'aprile 2014, la compagnia ha iniziato i voli di linea tra il più grande aeroporto di Krasnoyarsk-Yemelyanovo e altre città della Siberia: Surgut e Tomsk. La compagnia ha ricevuto l'attenzione dei media internazionali e dei social media nel 2014, quando è emerso un video di passeggeri su un volo di linea da Igarka a Krasnoyarsk che sbarcavano prima della partenza per spingere il loro aereo a temperature di meno 52 gradi Celsius dopo che il suo telaio si era congelato.

### Azur Air
Nel 2015, Katekavia è stata ribattezzata Azur Air. Nel dicembre 2015, è stato confermato che l'ex proprietario di UTair Aviation aveva venduto Azur Air alla società turistica turca Anex Tourism Group che aveva acquistato anche Azur Air Ukraine, l'ex UTair-Ukraine, poche settimane prima.
Nel febbraio 2018, l'autorità aeronautica russa RosAviatsiya ha annunciato che Azur Air avrebbe dovuto affrontare una sospensione della sua licenza operativa entro il 20 marzo 2018 se il vettore non avesse risolto le presunte violazioni della sicurezza entro tale data. Poiché ciò avrebbe portato alla chiusura di tutte le operazioni di volo, l'agenzia turistica russa RosTourism ha consigliato ai tour operator di non vendere biglietti su Azur Air per quel momento. Tutte le restrizioni di RosAviatsiya e RosTourism sono state revocate il 20 marzo 2018 a seguito dei controlli sui dettagli tecnici e documentali.
L'8 aprile 2022 il Dipartimento del Commercio degli Stati Uniti ha limitato i voli sugli aeromobili prodotti negli Stati Uniti per Aeroflot, Aviastar, Azur Air, Belavia, Rossiya e Utair. Il 16 giugno gli Stati Uniti hanno ampliato le proprie restrizioni alle sei compagnie aeree dopo che sono state rilevate violazioni del regime sanzionatorio. L'obiettivo delle restrizioni è di mettere a terra la parte di flotta fabbricata negli Stati Uniti.
A partire da luglio 2022, Azur Air è stata costretta a ridurre drasticamente la sua rete internazionale a causa delle sanzioni contro la Russia e del richiamo di diversi aeromobili da parte dei loro locatori.

## Flotta

### Flotta attuale
A gennaio 2024 la flotta di Azur Air è così composta:

### Flotta storica
Azur Air operava in precedenza con i seguenti aeromobili:
- Antonov An-2
- Antonov An-24
- Antonov An-26
- Boeing 737-800
- Boeing 737-900ER
- Tupolev Tu-134

## Incidenti

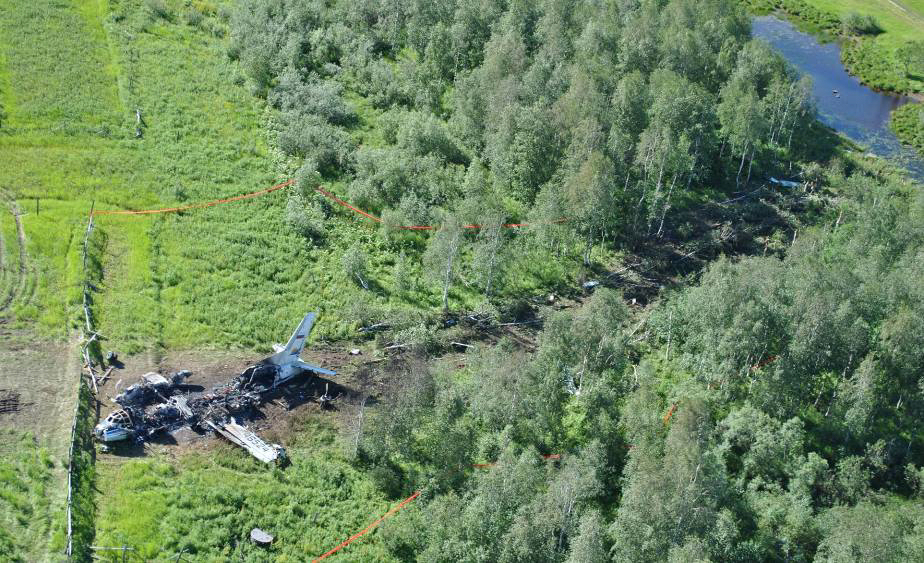
L'incidente dell'An-24 (RA-46524) a Igarka.

- Il 3 luglio 2010, il volo Katekavia 9357, un Antonov An-24, si schiantò durante l'avvicinamento nella nebbia nelle prime ore del mattino, provocando la morte di dodici delle quindici persone a bordo. L'indagine sull'incidente concluse che l'equipaggio aveva tentato un avvicinamento in condizioni di visibilità peggiori dei minimi approvati per quell'aerodromo e aeromobile, e non riuscì a eseguire una procedura di mancato avvicinamento in modo tempestivo prima che l'aereo colpisse alberi e terreno.[10]